# Maltská univerzita
Maltská univerzita, maltsky L-Università ta' Malta, je vysoká škola na Maltě. Sídli ve městě Msida. Často je nazývána též Melit. Založena byla roku 1592, jakožto jezuitská kolej Collegium Melitense. V letech 1595 až 1597 byla pro školu postavena nová budova ve Vallettě, dnes známá jako Stará univerzita (L-Università l-Qadima). Dodnes se v ní konají některé přednášky. Jezuité byli z Malty roku 1768 vypovězeni, ale vyučující koleje dostali výjimku a zůstali učit. Roku 1769 byla škola přejmenována na univerzitu, z iniciativy velmistra Manuela Pinta da Fonseca. Ten je tak někdy považovaný za zakladatele školy. V 60. letech byl postaven nový kampus ve městě Msida a univerzita tak skoro celá opustila hlavní město. Kampus má 250,207 m2. K roku 2020 na ní studovalo zhruba 11 tisíc studentů. Vyučovacím jazykem je angličtina. V kampusu ve Msidě sídlí i Mezinárodní ústav námořního práva, jejž založila Mezinárodní námořní organizace. Univerzita má některá pracoviště i v Marsaxlokku (Ústav pro udržitelnou energii) a v Xewkijy (Centrum pro výzkum atmosféry). Univerzita se dělí na čtrnáct fakult. K nejznámějším absolventům patří psycholog Edward de Bono. Podle QS University Ranking 2023 je Maltská univerzita 800.–1000. nejkvalitnější vysokou školou na světě.